# Gran Premio de Antibes
El Gran Premio de Antibes fue una carrera ciclista disputada en Antibes de 1920 a 1939 y de 1958 a 1987.

## Palmarés
| Año  | Vencedor               | Segundo                 | Tercero                  |
| 1920 | Étienne Sassi          | Charles Raimondi        | Jules Bonhomme           |
| 1921 | Napoléon Paoli         | Robert Tripoul          | Étienne Sassi            |
| 1922 | Honoré Seasseau        | Napoléon Paoli          | Henri Ferrara            |
| 1925 | François Urago         | Paul Broccardo          | Antonie Maffeï           |
| 1926 | Sébastien Piccardo     | Paul Broccardo          | Louis Gras               |
| 1927 | Antoine Ciccione       | Marius Guiramand        | Alfred Oliveiri          |
| 1928 | Antoine Ciccione       | Marius Guiramand        | Vincent Carrara          |
| 1929 | Fernand Fayolle        | Egidio Cecchini         | Marius Guiramand         |
| 1930 | Louis Gras             | Embarek Fliffel         | Louis Minardi            |
| 1931 | Louis Minardi          | Omer Breuer             | Marcel Ribero            |
| 1932 | Louis Gras             | Raoul Lesueur           | Cesare Facciani          |
| 1933 | Joseph Rolfo           | François Ganora         | Rolland Fleuret          |
| 1934 | Paul Bianchi           | Attilio Zanella         | Dante Gianello           |
| 1935 | Gabriel Ruozzi         | Alfred Weck             | Nello Troggi             |
| 1936 | Alfred Weck            | Giordano Maïano         | Pierre Pastorelli        |
| 1937 | Antonie Arnaldi        | Joseph Magnani          | Marius Rossi             |
| 1938 | Joseph Magnani         | Decimo Bettini          | Emilio Croesi            |
| 1939 | Antonie Arnaldi        | Célestin Camilla        |                          |
| 1958 | Nino Defilippis        | Joseph Groussard        | Désiré Keteleer          |
| 1959 | Jean Graczyk           | Gilbert Bauvin          | Tino Sabbadini           |
| 1960 | Jean-Claude Annaert    | René Fournier           | Fernand Picot            |
| 1961 | Gilbert Scodeller      | Jean Graczyk            | Michel Stolker           |
| 1962 | Manuel Manzano         | Piet Rentmeester        | Gilbert Bellone          |
| 1963 | Joseph Carrara         | Claude Valdois          | André Messelis           |
| 1964 | Joseph Groussard       | Raymond Poulidor        | François Hamon           |
| 1965 | Paul Gutty             | Michel Grain            | Jacques Cadiou           |
| 1966 | Robert Lelangue        | Maurice Izier           | Pierre Beuffeuil         |
| 1967 | Frans Aerenhouts       | Albert Bourgeois        | René Grelin              |
| 1968 | José Catieau           | Anatole Novak           | Carmine Preziosi         |
| 1969 | Raymond Delisle        | Jean-Pierre Genet       | Peter Head               |
| 1970 | Cyrille Guimard        | Jan Krekels             | Jacques Guiot            |
| 1971 | Frans Verbeeck         | André Dierickx          | Jean-Pierre Danguillaume |
| 1972 | Willy Van Malderghem   | Georges Barras          | Matthijs de Koning       |
| 1974 | Gerard Vianen          | René Pijnen             | Gustaaf Hermans          |
| 1975 | Charles Rouxel         | Bernard Hinault         | Walter Planckaert        |
| 1976 | Frans Verbeeck         | Marcel Laurens          | Roger Legeay             |
| 1977 | André Dierickx         | Bernard Thévenet        | Mariano Martínez         |
| 1978 | Jan Raas               | Roger Rosiers           | Joop Zoetemelk           |
| 1979 | Jacques Esclassan      | Jan Raas                | Adri Schipper            |
| 1980 | Jean-Luc Vandenbroucke | Cees Priem              | Hubert Mathis            |
| 1981 | Daniel Willems         | Jean-Luc Vandenbroucke  | Jacques Bossis           |
| 1982 | René Bittinger         | Didier Vanoverschelde   | Patrick Friou            |
| 1983 | Henk Lubberding        | Bernard Bourreau        | Ferdi Van Den Haute      |
| 1985 | Ad Wijnands            | Dag Otto Lauritzen      | Pierre Bazzo             |
| 1986 | Éric Boyer             | Gilbert Duclos-Lassalle | Dominique Lecrocq        |
| 1987 | Gilbert Glaus          | Charly Mottet           | Frits Pirard             |